# 케빈 맘보
케빈 맘보(Kevin Mambo, 1972년 6월 29일 ~ )는 짐바브웨의 배우, 텔레비전 배우이다.
하라레에서 태어났다.

## 영화
- 캐딜락 레코드 (2008년)
- 법과 질서 (1990년)
- 원 라이프 투 리브 (1968년)
- 가딩 라이트 (1952년)